# Will Rogers
William Penn Adair "Will" Rogers, född 4 november 1879 i Oologah, Oklahoma, död 15 augusti 1935 i Point Barrow, Alaska, var en amerikansk skådespelare, vaudevilleartist, cowboy, komiker och kolumnist. 
Will Rogers vaudevillenummer ledde till framgång i Ziegfeld Follies, vilket i sin tur ledde till det första i raden av hans filmkontrakt. Rogers medverkade i 71 filmer (50 stumfilmer och 21 ljudfilmer). I mitten av 1930-talet var han den högst betalda skådespelaren i Hollywood. Han omkom 1935 tillsammans med flygaren Wiley Post när deras lilla flygplan kraschade i norra Alaska. Flygplatsen i den näraliggande staden Utqiagvik (USA:s nordligaste stad, även kallad Barrow), är namngiven efter Post och Rogers.

## Filmografi i urval
- 1919 - Ett gott kok stryk
- 1922 - The Headless Horseman
- 1923 - Uncensored Movies
- 1923 - Flickan som kom till Hollywood
- 1924 - Going to Congress
- 1929 - Fox follies
- 1930 - So This Is London
- 1933 - Doctor Bull
- 1933 - Lyckans karusell
- 1934 - Småstadsdomaren
- 1935 - The County Chairman
- 1935 - Life Begins at 40
- 1935 - Doubting Thomas
- 1935 - Steamboat Round the Bend
- 1935 - In Old Kentucky
- 1957 - Komikernas kavalkad